# دهستان نگل
دهستان نگل نام دهستانی در بخش کلاترزان شهرستان سنندج، استان کردستان در ایران است. براساس سرشماری مرکز آمار ایران در سال ۱۳۸۵، جمعیت آن ۶۷۳۹ نفر (۱۶۷۹ خانوار) بوده‌است.